# Право на воду и санитацију
Људско право на воду и санитацију је принцип који наводи да су чиста вода за пиће и санитација универзално људско право због њиховог великог значаја за одржавање живота сваке особе. Генерална скупштина Уједињених нација га је признала као људско право 28. јула 2010. године. ЉПВ је признато у међународном праву кроз уговоре о људским правима, декларације и друге стандарде. Неки коментатори су аргумент за постојање универзалног људског права на воду засновали на основама независним од резолуције Генералне скупштине из 2010. године, као што је члан 11.1 Међународног пакта о економским, социјалним и културним правима (МПЕСКП); међу тим коментаторима, они који прихватају постојање међународног ius cogens и сматрају да то укључује одредбе Пакта сматрају да је такво право универзално обавезујући принцип међународног права. Други уговори који експлицитно признају ЉПВ укључују Конвенцију о елиминацији свих облика дискриминације жена (CEDAW) из 1979. године и Конвенцију о правима дјетета (CRC) из 1989. године.
Најјаснију дефиницију људског права на воду издао је Комитет Уједињених нација за економска, социјална и културна права у Општем коментару 15 из 2002. године.  То је било необавезујуће тумачење да је приступ води услов за уживање права на одговарајући животни стандард, нераскидиво повезан са правом на највиши достижни стандард здравља, и стога људско право. У њему је наведено: „Људско право на воду даје свима право на довољну, безбедну, прихватљиву, физички приступачну и приступачну воду за личну и кућну употребу.“
Прве резолуције о људским правима усвојили су Генерална скупштина УН и Савјет УН за људска права 2010. године. У њима је наведено да постоји људско право на санитацију повезано са људским правом на воду, јер недостатак санитације смањује квалитет воде низводно, па су се накнадне дискусије наставиле наглашавајући оба права заједно. У јулу 2010. године, Резолуција Генералне скупштине Уједињених нација (УН) 64/292 поново је потврдила људско право на безбедне, приступачне и чисте услуге водоснабдевања и санитације. Током те Генералне скупштине, наведено је да се за разумевање уживања у животу и свих људских права, безбедна и чиста вода за пиће, као и санитација, признају као људско право. Тврдња Генералне скупштине 64/292 о слободном људском праву на приступ безбједној и чистој води за пиће и санитацији покреће питања у вези са владиним правима на контролу и одговорностима за обезбеђивање те воде и санитације. Програм Уједињених нација за развој изјавио је да ће широко признавање значаја приступа поузданим и чистим услугама водоснабдевања и санитације промовисати широко ширење постизања здравог и испуњеног живота. Ревидирана резолуција УН из 2015. године истакла је да су та два права одвојена, али једнака.
HRWS обавезује владе да обезбеде да људи могу да уживају у квалитетној, доступној, прихватљивој, приступачној и приступачној води и санитацији. Приступачност воде разматра степен у којем цијена воде постаје превелика, толико да захтјева жртвовање приступа другим основним добрима и услугама. Генерално, правило приступачности воде је да она не би требало да прелази 3–5% прихода домаћинстава. Приступачност воде разматра вријеме потребно за долазак до извора и ризике који су повезани са доласком до извора воде. Вода мора бити доступна сваком грађанину, што значи да вода не би требало да буде даље од 1.000 метара или 3.280 стопа и мора бити у року од 30 минута. Доступност воде разматра да ли је снабдевање водом доступно у одговарајућим количинама, поуздано и одрживо. Квалитет воде разматра да ли је вода безбједна за потрошњу, укључујући пиће или друге активности. Да би вода била прихватљива, она не сме имати мирис и не сме бити боје.
ICESCR захтева од земаља потписница да постепено остваре и поштују сва људска права, укључујући и права на воду и санитацију. Требало би да раде брзо и ефикасно како би повећале приступ и побољшале услуге.

## Међународни контекст
Заједнички програм за праћење водоснабдевања и санитације СЗО/УНИЦЕФ-а известио је да 663 милиона људи није имало приступ побољшаним изворима воде за пиће и да више од 2,4 милијарде људи није имало приступ основним санитарним услугама у 2015. години. Приступ чистој води је велики проблем за многе дијелове свијета. Прихватљиви извори укључују „прикључке за домаћинства, јавне чесме, бушотине, заштићене ископане бунаре, заштићене изворе и сакупљање кишнице“. Иако 9 процената свјетске популације нема приступ води, постоје „региони који посебно касне, као што је подсахарска Африка“. УН даље наглашавају да „око 1,5 милиона дјеце млађе од пет година умире сваке године и да се 443 милиона школских дана изгуби због болести повезаних са водом и санитацијом“. У 2022. години, преко 2 милијарде људи, 25% свјетске популације, није имало стални приступ чистој води за пиће. 4,2 милијарде није имало приступ безбједним санитарним услугама.] До 2024. године, нове процене су много веће, са 4,4 милијарде људи у земљама са ниским и средњим приходима који немају приступ безбедној води за пиће у домаћинствима.

## Правни темељи и признање
Међународни пакт о економским, социјалним и културним правима (ICESCR) из 1966. године кодификовао је економска, социјална и културна права која се налазе у Универзалној декларацији о људским правима (UDHR) из 1948. године. Ниједан од ових раних докумената није експлицитно признавао људска права на воду и санитацију. Међутим, неколико каснијих међународних конвенција о људским правима имало је одредбе које су експлицитно признавале права на воду и санитацију.
- Конвенција о елиминацији свих облика дискриминације жена (CEDAW) из 1979. године има члан 14.2 који наводи да „стране предузимају све одговарајуће мјере за елиминацију дискриминације жена у руралним подручјима како би осигурале, на основу равноправности мушкараца и жена, да учествују у руралном развоју и да имају користи од њега, а посебно ће женама обезбедити право: ... (х) Да уживају у одговарајућим животним условима, посебно у вези са становањем, санитарним условима, снабдевањем електричном енергијом и водом, транспортом и комуникацијама.“[26]
- Конвенција о правима детета (CRC) из 1989. године има члан 24 који предвиђа да „стране признају право дјетета на уживање највишег могућег стандарда здравља и на установе за лечење болести и рехабилитацију здравља ... 2. Државе потписнице ће тежити пуној примјени овог права и, посебно, предузеће одговарајуће мјере... (ц) Да се боре против болести и неухрањености, укључујући и у оквиру примарне здравствене заштите, путем, између осталог... обезбјеђивања одговарајуће хранљиве хране и чисте воде за пиће...“[27]
- Конвенција о правима особа са инвалидитетом из 2006. године Конвенција о правима особа са инвалидитетом (CRPD) има члан 28(2)(а) који захтева да „стране признају право особа са инвалидитетом на социјалну заштиту и на уживање тог права без дискриминације на основу инвалидитета и да предузму одговарајуће кораке за заштиту и промоцију остваривања овог права, укључујући мјере за обезбјеђивање једнаког приступа особа са инвалидитетом услугама чисте воде и за обезбеђивање приступа одговарајућим и приступачним услугама, уређајима и другој помоћи за потребе везане за инвалидитет.“"[28]

„Међународна повеља о људским правима“ - која обухвата Међународни пакт о грађанским и политичким правима (МПГПП) из 1966. године; чланове 11 и 12 Међународног пакта о економским, социјалним и културним правима (МПЕКП) из 1966. године; и члан 25 Универзалне декларације о људским правима (УДЉП) из 1948. године документовао је еволуцију људског права на воду и санитацију и других права повезаних са водом која су призната у свјетским декретима.
Научници су такође скренули пажњу на важност могућег признања људских права на воду и санитацију од стране УН крајем двадесетог вијека. Два рана напора да се дефинише људско право на воду потекла су од професора права Стивена Мекафрија са Универзитета Пацифика 1992. године и др Питера Глеика 1999. године. Мекафри је изјавио да се „Такво право може замислити као саставни дио права на храну или издржавање, права на здравље или, што је најважније, права на живот. Глеик је додао: „да је приступ основним потребама за водом фундаментално људско право које имплицитно и експлицитно подржавају међународно право, декларације и државна пракса.“
Комитет УН за економска, социјална и културна права (CESCR), који надгледа поштовање ICESCR-а, дошао је до сличних закључака као и ови научници са Општим коментаром 15 из 2002. године. Утврђено је да је право на воду имплицитно дио права на адекватан животни стандард и повезано је са правом на највиши достижни стандард здравља и правима на адекватан смјештај и адекватну храну. Он дефинише да „Људско право на воду даје свакоме право на довољну, безбједну, прихватљиву, физички и финанцијски приступачну воду за личну и кућну употребу. Адекватна количина безбједне воде је неопходна да би се спријечила смрт од дехидрације, смањио ризик од болести повезаних са водом и обезбједиле потребе за потрошњом, кувањем, личним и кућним хигијенским потребама.“" Неколико земаља се сложило и формално признало право на воду као дио својих уговорних обавеза према ICESCR-у (нпр. Њемачка; Уједињено Краљевство; Холандија) након објављивања Општег коментара 15.
Даљи корак предузела је 2005. године бивша Поткомисија УН за унапређење и заштиту људских права, која је издала смјернице за помоћ владама да остваре и поштују људско право на воду и санитацију. Ове смјернице су навеле Савјет УН за људска права да 2008. године именује Катарину де Албукерки као независног стручњака за питање обавеза у вези са људским правима у вези са приступом безбједној води за пиће и санитацији. Она је 2009. године написала детаљан извјештај у којем је изложена обавеза у вези са људским правима у вези са санитацијом, а Комитет за економију, културне и културне права (CESCR) је одговорио изјавом да санитацију треба да признају све државе.
Након интензивних преговора, 122 земље су формално признале „Људско право на воду и санитацију“ у Резолуцији Генералне скупштине 64/292 од 28. јула 2010. године. Признато је право сваког људског бића на приступ довољној количини воде за личну и кућну употребу (између 50 и 100 литара воде по особи дневно), која мора бити безбједна, прихватљива и приступачна (трошкови воде не би требало да прелазе 3% прихода домаћинства) и физички доступна (извор воде мора бити удаљен унутар 1.000 метара од куће, а вријеме сакупљања не би требало да прелази 30 минута). Генерална скупштина је прогласила да је чиста вода за пиће „неопходна за потпуно уживање у животу и свим другим људским правима“. У септембру 2010. године, Савјет УН за људска права усвојио је резолуцију којом се признаје да људско право на воду и санитацију чини дио права на одговарајући животни стандард.
Мандат Катарине де Албукерки као „независног стручњака за питање обавеза у вези са људским правима у вези са приступом безбједној води за пиће и санитацији“ продужен је и преименован у „Специјалног извјестиоца о људском праву на безбједну воду за пиће и санитацију“ након резолуција из 2010. године. Кроз своје извештаје Савјету за људска права и Генералној скупштини УН, она је наставила да разјашњава обим и садржај људског права на воду и санитацију. Као специјални извјестилац, бавила се питањима као што су: Обавезе у вези са људским правима у вези са пружањем недржавних услуга у области водоснабдевања и санитације (2010); Финансирање за остваривање права на воду и санитацију (2011.); Управљање отпадним водама у остваривању права на воду и санитацију (2013.); и Одрживост и неназадовање у остваривању права на воду и санитацију (2013). Лео Хелер је именован 2014. године за другог специјалног извјестиоца о људским правима на безбједну воду за пиће и санитацију.
Накнадне резолуције прошириле су мандат Специјалног извјестиоца и дефинисале улогу сваке државе у поштовању ових права. Најновија Резолуција Генералне скупштине 7/169 из 2015. године названа је декларацијом „Људских права на безбједну воду за пиће и санитацију“. Она је препознала разлику између права на воду и права на санитацију. Ова одлука је донијета због забринутости да се право на санитацију занемарује у поређењу са правом на воду.

## Међународна судска пракса

### Међуамерички суд за људска права
Право на воду разматрано је у случају Међуамеричког суда за људска права, Савојамакса старосједелачка заједница против Парагваја. Проблеми су се односили на неуспех државе да призна имовинска права старосједелачких заједница над земљом предака. Године 1991, држава је уклонила старосједелачку заједницу Савојамакса са земље, што је резултирало губитком приступа основним услугама, као што су вода, храна, школовање и здравствене услуге. Ово је спадало у дјелокруг Америчке конвенције о људским правима; задирање у право на живот. Вода је укључена у ово право, као дио приступа земљишту. Судови су захтевали да се земљиште врати, да се обезбједи надокнада и да се спроведу основна добра и услуге, док је заједница била у процесу враћања свог земљишта.

### Међународни центар за рјешавање инвестиционих спорова
Наредни случајеви из Међународног центра за рјешавање инвестиционих спорова (ICSID) односе се на уговоре закључене између влада и корпорација за одржавање пловних путева. Иако се случајеви односе на питања инвестиција, коментатори су примјетили да је индиректни утицај права на воду на пресуде значајан. Подаци Свјетске банке показују да је приватизација воде имала нагли пораст почев од 1990-их, а значајан раст приватизације настављен је и у 2000-им.

#### Азурикс корпорација против Аргентине
Први значајан случај у вези са правом на воду пред ICSID-ом јесте случај Азурикс корпорације против Аргентине. Спор се водио између Републике Аргентине и Азурикс корпорације вези са неслагањима која произилазе из 30-годишњег уговора између странака о управљању водоснабдевањем различитих провинција. Разматрање у вези са правом на воду имплицитно је направљено током арбитраже за надокнаду штете и ту је утврђено да Азурикс има право на правичан повраћај тржишне вриједности инвестиције. То је био износ умјесто тражених 438,6 милиона америчких долара, наводећи да разумни пословни људи не могу очекивати такав повраћај, с обзиром на ограничења повећања цијена воде и побољшања која би била потребна да би се обезбједио добро функционишући систем чисте воде.

#### Бивотер Гауф Лтд против Танзаније
Друго, сличан случај са којим се сусрео ICSID јесте случај Бивотер Гауф Лтд против Танзаније. Ово је поново био случај приватне компаније за воду у уговорном спору са владом, овог пута Уједињеном Републиком Танзанијом. Овај уговор се односио на рад и управљање водоводним системом Дар ес Салама. У мају 2005. године, влада Танзаније је раскинула уговор са Бивотер Гауф Лтд због наводног неиспуњавања гаранција извршења. У јулу 2008. године, Трибунал је донео одлуку о овом случају, прогласивши да је влада Танзаније прекршила споразум са Бивотер Гауф Лтд. Међутим, није досудио новчану одштету компанији, признајући да су јавни интереси били од највеће важности у спору.

## Право на воду у домаћем праву
Без постојања међународног тијела које може да га спроводи, људско право на воду ослања се на делатност националних судова.‍:137 Основа за ово је успостављена кроз конституционализацију економских, социјалних и културних права (ESCR) на један од два начина: као „директивни принципи“ који су циљеви и често се не могу судски рјешити; или као изричито заштићени и спроводиви путем судова.

### Јужна Африка
У Јужној Африци, право на воду је загарантовано уставом и спроводи се обичним законима. Ово је доказ мале модификације друге технике конституционализације која се назива „модел супсидијарног законодавства“. То значи да се велики проценат садржаја и спровођења права врши обичним домаћим законом са извјесним уставним статусом.

#### Становници Бон Виста Меншнс против Јужног метрополитанског локалног вијећа
Први значајан случај у којем су судови то учинили био је случај Становници зграде Бон Виста Меншнс против Јужног метрополитанског локалног већа. Случај су покренули становници стамбене зграде (Бон Виста Меншнс), након што је локално вијеће искључило водоснабдјевање, што је резултат неплаћања накнада за воду. Суд је пресудио да, у складу са Уставом Јужне Африке, уставно сва лица треба да имају приступ води као право.
Даље образложење одлуке засновано је на Општем коментару 12 о праву на храну, који је издао Комитет УН за економска, социјална и културна права, намећући странама споразума обавезу да поштују већ постојећи приступ адекватној храни тако што неће примењивати никакве мјере које задиру у њу.
Суд је утврдио да је прекид рад постојећег извора воде, који није испуњавао „праведне и разумне“ захтеве Закона о водоснабдевању Јужне Африке, био незаконит. Важно је напоменути да је одлука донета пре усвајања Општег коментара УН бр. 15. It is important to note that the decision pre-dates the adoption of the UN General Comment No. 15.

#### Мазибуко против града Јоханезбурга
Количина воде која треба да се обезбеди даље је разматрана у случају Мазибуко против града Јоханезбурга. Случај се вртио око дистрибуције воде кроз цијеви до Фирија, једног од најстаријих подручја Совета. Овај случај се тицао два главна питања: да ли је градска политика у вези са снабдјевањем бесплатном основном водом, 6 килолитара мјесечно сваком власнику рачуна у граду, била у супротности са Чланом 27 Јужноафричког устава или Чланом 11 Закона о водоснабдјевању. Друго питање је било да ли је инсталација унапријед плаћених водомјера била законита. Виши суд је утврдио да градски прописи нису предвиђали инсталацију водомјера и да је њихова инсталација била незаконита. Даље, пошто су водомјери обустављали снабдјевање водом становништва након што је бесплатно основно снабдевање водом престало, ово је сматрано незаконитим прекидом снабдевања водом. Суд је пресудио да становницима Фирија треба обезбедити бесплатно основно снабдјевање водом од 50 литара по особи дневно. Рад Центра за примјењене правне студије (CALS) Универзитета Витватерсранд у Јоханезбургу, Јужна Африка, и Пацифичког института у Оукланду, Калифорнија, подјелио је награду BENNY Мреже за пословну етику за 2008. годину за свој рад на овом случају. Пацифички институт је допринио правним свједочењем заснованим на раду др Питера Глеика који дефинише људско право на воду и квантификује основне људске потребе за водом.
Велики тужени су изнијели случај Врховном апелационом суд, који је утврдио да је градска политика водоснабдјевања формулисана на основу материјалне грешке у праву у вези са обавезом града да обезбједи минимум утврђен у Јужноафричком националном стандарду, те је стога поништена. Суд је такође утврдио да је количина за достојанствено људско постојање у складу са чланом 27 устава заправо била 42 литра по особи дневно, а не 50 литара по особи дневно. SCA је прогласио да је уградња водомера незаконита, али је суспендовао наредбу на двије године како би граду дао прилику да исправи ситуацију.
Питања су отишла даље до Уставног суда, који је утврдио да дужност коју је створио устав захтјева да држава постепено предузима разумне законске и друге мјере како би остварила право на приступ води, у оквиру својих расположивих ресурса. Уставни суд је такође утврдио да је ствар законодавне и извршне власти да дјелују у оквиру својих буџета и да је контрола њихових програма ствар демократске одговорности. Стога је минимални садржај утврђен чланом 3(б) уставан, што доводи до одступања тијела навише, а даље је неприкладно да суд утврђује постизање било ког социјалног и економског права за чију је имплементацију влада предузела кораке. Судови су умјесто тога усмјерили своју истрагу на то да ли су кораци које је предузела Влада разумни и да ли Влада подвргава своје политике редовном преиспитивању. Пресуда је критикована због примјене „непотребно ограничавајућег концепта судског уважавања“.

### Индија
Два најзначајнија случаја у Индији у вези са правом на воду илуструју да, иако ово није експлицитно заштићено Уставом Индије, судови су га протумачили да право на живот укључује право на безбједну и довољну количину воде.

#### Водоснабдевање Делхија против државе Харјана
Овјде је настао спор око коришћења воде због чињенице да је држава Харјана користила ријеку Јамуну за наводњавање, док је становницима Делхија била потребна за пиће. Образложење је било да је кућна употреба важнија од комерцијалне употребе воде и суд је пресудио да Харјана мора дозволити да довољно воде стигне до Делхија за потрошњу и кућну употребу.

#### Субхаш Кумар против државе Бихар
Такође је значајан случај Субхаш Кумар против државе Бихар, гдје је испуштање муља из постројења за прање отпадних вода у ријеку Бокаро покренуто путем спора у јавном интересу. Судови су утврдили да право на живот, заштићено чланом 21. Устава Индије, укључује право на уживање у води без загађења. Случај је одбијен на основу чињеница и утврђено је да је петиција поднета не у јавном интересу већ у личном интересу подносиоца захтјева и да би стога наставак спора представљао злоупотребу поступка.

#### Свјетски дан права на воду
Вода је неопходна за постојање живих бића, укључујући и људе. Стога је приступ чистој и адекватној количини воде неотуђиво људско право. Стога, Фондација за еко потребе (ЕНФ) сматра да је неопходно признати право на воду (са осигураном минималном количином воде по глави становника) кроз одговарајуће изричите законске одредбе. Уједињене нације су својим бројним пактовима обавезале све нације да обезбједе праведну расподјелу воде међу свим грађанима. Сходно томе, ЕНФ је почео да обијежава и промовише прославу Свјетског дана права на воду 20. марта, датума када је др Бабасахеб Амбедкар („отац модерне Индије“) предводио прву сатјаграху за воду на свијету 1927. године. Свјетски дан права на воду позива на усвајање посебног закона којим се успоставља универзално право на воду. Под вођством оснивача др Пријананда Агалеа, ЕНФ организује низ програма како би се осигурало право на воду за грађане Индије.

### Нови Зеланд
Економска, културна и културна права тренутно нису експлицитно заштићена на Новом Зеланду, ни Законом о људским правима ни Повељом о правима, стога право на воду није заштићено законом тамо. Новозеландско правно друштво је недавно назначило да ће ова земља даље размотрити правни статус економских, социјалних и културних права.

### Сједињене Америчке Државе
У случају Пилчен против града Оберна, Њујорк, самохрана мајка по имену Дајана Пилчен живјела је као подстанар у заплијењеној кући, у којој власник (станодавац) куће није плаћао рачун за воду неко вријеме. Град Оберн је фактурисао Пилчен за заостале дугове станодавца и више пута јој је искључивао воду без претходне најаве када није могла да плати те дугове, чинећи кућу ненастањивом. Град је осудио кућу и приморао Пилчен и њено дијете да се иселе. Пилчен је у тужби заступао Пројекат за комунално право Њујорка. Град Оберн је безуспјешно покушао да тврди да вода није уставно право јер се умјесто тога може користити флаширана вода, аргумент који је PULP оспорио као апсурдан. Године 2010, Пилчен је добила пресуду по скраћеном поступку у којој је утврђено да искључење воде крши њена уставна права и да Пилчен не може бити фактурисана и да јој се вода не може зауставити због кашњења неповезане стране у плаћању рачуна за воду.

#### Племе Сијукс из Стандинг Рока против Инжињеријског корпуса војске Сједињених Америчких Држава
Године 2016, постојао је истакнути случај познат као Племе Сијукс Стендинг Рок против Инжењерског корпуса војске Сједињених Америчких Држава, гдје је племе Сијукс оспорило изградњу нафтовода Дакота Акцес Пајплајн. Овај нафтовод за сирову нафту протеже се преко четири државе, укључујући почетак у Сјеверној Дакоти, затим пролази кроз Јужну Дакоту и Ајову, а завршава се у Илиноису. Резерват Стендинг Рок налази се близу границе Сјеверне и Јужне Дакоте, а нафтовод је изграђен на пола миље од њега. Пошто је нафтовод изграђен у близини резервата, племе се плашило да ће историјски и културни значај језера Оахе бити нарушен, иако нафтовод не пролази директно кроз језеро. Језеро Оахе обезбјеђује основне потребе за водом за племе Сијукс, као што су вода за пиће и санитација. Изградња нафтовода значи да постоји већи ризик од изливања нафте у језеро Оахе, што је забринуло племе. Племе Сијукс је тужило компанију ДАП јер су вјеровали да изградња цјевовода крши Закон о националној политици заштите животне средине и Закон о националном очувању историјских споменика. Након састанка из 2016. године, суд није могао да донесе одлуку, па је одлучио да одржи додатне састанке. Након пет састанака 2017. и једног састанка 2018. године, суд је дозволио изградњу цјевовода, али племе Стендинг Рок наставља да се бори да се тај цјевовод уклони.

### Аустралија
Пажња у Аустралији је усмјерена на права старосједелаца Аустралије на воду и санитацију. Историја досељеничко-колонијалног система засјенила је данашњу државну управу која регулише коришћење воде за старосједиоце Аустралије. Постоји много владиних споразума, али већина њих је непотпуна да би у потпуности утицала на право староседјелаца на воду и санитацију. У случају Мабо против Квинсленда, 1992. године, права старосједилаца су први пут правно призната. Старосједиоци Аустралије често полажу право на културне везе са земљом. Иако је „култура“ призната на суду колико и земљишни ресурси, културна и духовна вриједност Абориџина за водена тијела су нејасне. Изазовно је, али неопходно, пренијети њихове културне и духовне вриједности у правну сферу. За сада практично нема напретка.
Аустралијски закон о водама у основи прописује површинске воде за грађане који могу да користе површинске воде, али не могу да их посејдују. Међутим, у уставу нема описа о унутрашњим и приобалним водама. Стога су права на унутрашње/приобалне воде примарни мандати државе. Влада Комонвелта стиче овлашћења над водама позајмљивањем помоћи из спољних односа, укључујући право додјељивања грантова, трговине и трговачке моћи.
Године 2000., Савезни суд је закључио споразум којим је дозвољено аутохтоним земљопосједницима да користе воду у традиционалне сврхе. Међутим, употреба је ограничена на традиционалне сврхе, што није укључивало наводњавање као традиционалну праксу.
У јуну 2004. године, CoAC је закључио међувладин споразум о Националној иницијативи за воду, промовишући признавање права старосједилаца на воду. Међутим, NWI није широко забринута због сложене историје досељеничко-колонијализма, која је систематски створила неједнак образац расподјеле воде. Старосједелачки народи у Аустралији стално траже право на воду.

## Преостале дискусије

### Прекогранични ефекти
С обзиром на чињеницу да је приступ води прекогранични извор забринутости и потенцијалног сукоба на Блиском истоку, у Јужној Азији, Источном Медитерану и дијеловима Сјеверне Америке, између осталог, неке невладине организације (НВО) и научници тврде да право на воду такође има транснационални или екстериторијални аспект. Они тврде да, с обзиром на чињеницу да се залихе воде природно преклапају и прелазе границе, државе такође имају законску обавезу да не дјелују на начин који би могао негативно утицати на уживање људских права у другим државама. Формално признање ове законске обавезе могло би да спријечи негативне ефекте глобалне „водне кризе“ (као будуће претње и једног негативног резултата пренасељености људи). Несташица воде и све већа потрошња слатке воде чине ово право невероватно компликованим. Како свјетска популација брзо расте, несташица слатке воде ће изазвати многе проблеме. Несташица у количини воде поставља питање да ли воду треба преносити из једне земље у другу.

#### Водни спор између Индије и Пакистана
Спор око воде између Индије и Пакистана је под утицајем несташице воде у региону Јужне Азије. Двије земље имају постојећи споразум познат као Споразум о водама Инда. Споразум је склопљен како би се ограничио сукоб између Индије и Пакистана у вези са коришћењем слива Инда и расподела снабдјевања водом за обје земље након што су земље стекле независност. Међутим, појавила су се неслагања у вези са тим. Према споразуму, Индији је дозвољено да користи западни речни слив за наводњавање и непотребне сврхе, док Пакистан има већинску контролу над сливом. Међутим, Пакистан је изразио забринутост да би индијска изградња на ријекама могла довести до озбиљне несташице воде у Пакистану. Штавише, Пакистан је изразио да би бране које је Индија изградила за непотребне сврхе могле бити коришћене за преусмјеравање тока воде и поремећавање снабдјевања водом Пакистана. Поред тога, споразум се односи на ријеке које извиру из Џамуа и Кашмира, а које су искључене из контроле над сопственим водним површинама.

### Комерцијализација воде наспрам државног објезбеђивања
Постоји спор око тога чија је, ако је ичија, одговорност да обезбједи људско право на воду и санитацију. Често се из таквог дискурса појављују двије школе мишљења: одговорност државе је да људима обезбједи приступ чистој води, наспрам приватизације дистрибуције и санитације.
Комерцијализација воде се нуди као одговор на повећану несташицу воде која је настала усљед утростручења свјетске популације, док је потражња за водом порасла шест пута. Тржишни енвиронментализам користи тржишта као рјешење за еколошке проблеме као што су деградација животне средине и неефикасно коришћење ресурса. Присталице тржишног енвиронментализма вјерују да ће управљање водом као економским добром од стране приватних компанија бити ефикасније него да владе обезбјеђују водне ресурсе својим грађанима. Такви заговорници тврде да владини трошкови развоја инфраструктуре за расподјелу водних ресурса нису вриједни маргиналних користи од обезбјеђивања воде, па државу сматрају неефикасним добављачем воде. Штавише, тврди се да комодификација воде доводи до одрживијег управљања водама због економских подстицаја за потрошаче да ефикасније користе воду.
Противници вјерују да посљедица чињенице да је вода људско право искључује учешће приватног сектора и захтјева да се вода обезбједи свим људима јер је неопходна за живот. Приступ води као људском праву користе неке невладине организације као средство за борбу против напора приватизације. Људско право на воду „генерално почива на два оправдања: незамјенљивости воде за пиће („неопходне за живот“) и чињеници да су многа друга људска права која су експлицитно призната у Конвенцијама УН заснована на (претпостављеној) доступности воде (нпр. право на храну).“

## Организације
Организације које раде на правима на воду и санитацију су наведене у наставку.

### Организације Уједињених нација
- OHCHR
- UNDP
- Уницеф
- Сантитација и вода за све

### Владине агенције за сарадњу
- DFID (Агенција за сарадњу Уједињеног Краљевства)
- GIZ (Њемачка корпорација за међународну сарадњу)
- SDC (Швајцарска агенција за развој и сарадњу)[98]
- EPA (Агенција за заштиту животне средине Сједињених Америчких Држава)[99]

### Међународне невладине организације и мреже
- Action against Hunger (ACF)
- Blood:Water[100]
- Центар за безбједност воде и сарадњу[101]
- Freshwater Action Network (FAN)[102]
- Pure Water for the World[103]
- The DigDeep Right to Water Project[104]
- The Pacific Institute[105]
- The Water Project[106]
- Transnational Institute with the Water Justice project[107]
- UUSC[108]
- WaterAid
- WaterLex (не постоји од 2020. године)[109]
- PeaceJam
- Thirst Project